# Acutisoma marumbicola
Acutisoma marumbicola is een hooiwagen uit de familie Gonyleptidae. De wetenschappelijke naam van Acutisoma marumbicola gaat terug op H. Soares.